# マーキー・ラモーン
マーク・スティーヴン・ベル（Marc Steven Bell）ことマーキー・ラモーン（Marky Ramone、1952年7月15日 - 、一部では1956年の説あり）は、アメリカ合衆国出身のロック･ミュージシャン。ラモーンズの2代目ドラマー。　1978年から1983年までの約5年間と1987年から1996年のラモーンズ解散まで通算約14年間ラモーンズのドラマーとして活動した。これはラモーンズのドラマーの中で最長である。またラモーンズの現存メンバーの中で唯一のロックの殿堂の受賞者（2002年）。

## マーク・スティーブン・ベル時代
ベルは1971年からヘビーメタルバンドダストでドラムプレイを始めた。1972年11月にニューヨーク・ドールズのオリジナルドラマー、ビリー・マルシアの死に伴い行われたドラマーのオーディションに参加したがジェリー・ノーランが選ばれた。1976年にベルはリチャード・ヘル&ヴォイドイズに加入し、ファーストアルバム『ブランク ジェネレーション』で演奏した。（1977年脱退）

## マーキー・ラモーンとしての活動
1978年5月ベルはラモーンズのオリジナルドラマー、トミー・ラモーンに代わってラモーンズに加入。それに伴いマーク・ベルからマーキー・ラモーンに改名した。
マーキーのアルコール依存症が原因となり1983年2月にバンドを脱退。その後健康を取り戻し、1987年8月からラモーンズに復帰、1996年10月のラモーンズ解散までラモーンズのドラマーとして活動し続けた。
1996年マーキーはディー・ディー・ラモーンのラモーンズトリビュートバンドThe Ramainzに加入し演奏した。
2000年マーキーはジョーイ・ラモーンのソロアルバム『Don't Worry About Me』にドラマーとして参加した。またジョーイはラジオパーソナリティ、ジョー･フランクリンのトークショーでマーキーについて「マーキーはキース・ムーンと共に好きなドラマーだ」と述べた。
現在もマーキーは世界中でドラムを演奏し続けている。

## プレイスタイル
ここではラモーンズ時代から現在のドラムスタイルについて言及する。　ラモーンズ加入後　初期は高速エイトビートに苦戦しているように見えた（表情的に）が年々独特なスタイルを確立し、不動のラモーンズ超高速ドラマーの地位を確立していった。一般的に高速エイトビートとはアップダウン奏法で行うものだが、マーキーは（腕を動かさないで）手首のみでエイトビートを刻む。（マーキーは「腕を動かすのは無駄な動きだ」と述べている。）
1987年からの復帰後はマーキーの最盛期にふさわしいような超高速エイトビートを叩いている。特に９０年～９２年頃まで（定かではないが）はハイタムの横にハイハットを設置し、高速なエイトビートが要求されるときはタム横のハイハットでハイハットクローズで高速エイトビートを正規の拍数で叩いている。（この頃がマーキー・ラモーンの最盛期であると思われる）（この高速エイトビートはアルバム loco liveで聞くことができる）９３年頃～解散までは高速で単調目な曲（Blitzkreig BopやSheena Is A Punk Rockerなどたくさんあるが）はスネアドラムで曲とのリズムをとり、ハイハットはできる限りのスピードで叩くというスタイルになってきた。現在、ラモーンズの曲などを演奏する場合、アレンジを加えることが多い。　
使用機材は、ラモーンズ加入当時　ロジャース製キットを使用していたが、後にタマ、パールと日本製ドラムキットを使用していた。現在はDW製のキットがお気に入り。シンバルはパイステ製を長く愛用している。

## ラジオＤＪ
2005年からマーキーはシリウスXMラジオの番組『Punk Rock Blitzkrieg』のラジオＤＪを務めている。